# Janez Cimperman
Janez Cimperman, slovenski politik, * 1. junij 1951.
Je dolgoletni župan Občine Ig.